# 戴璣

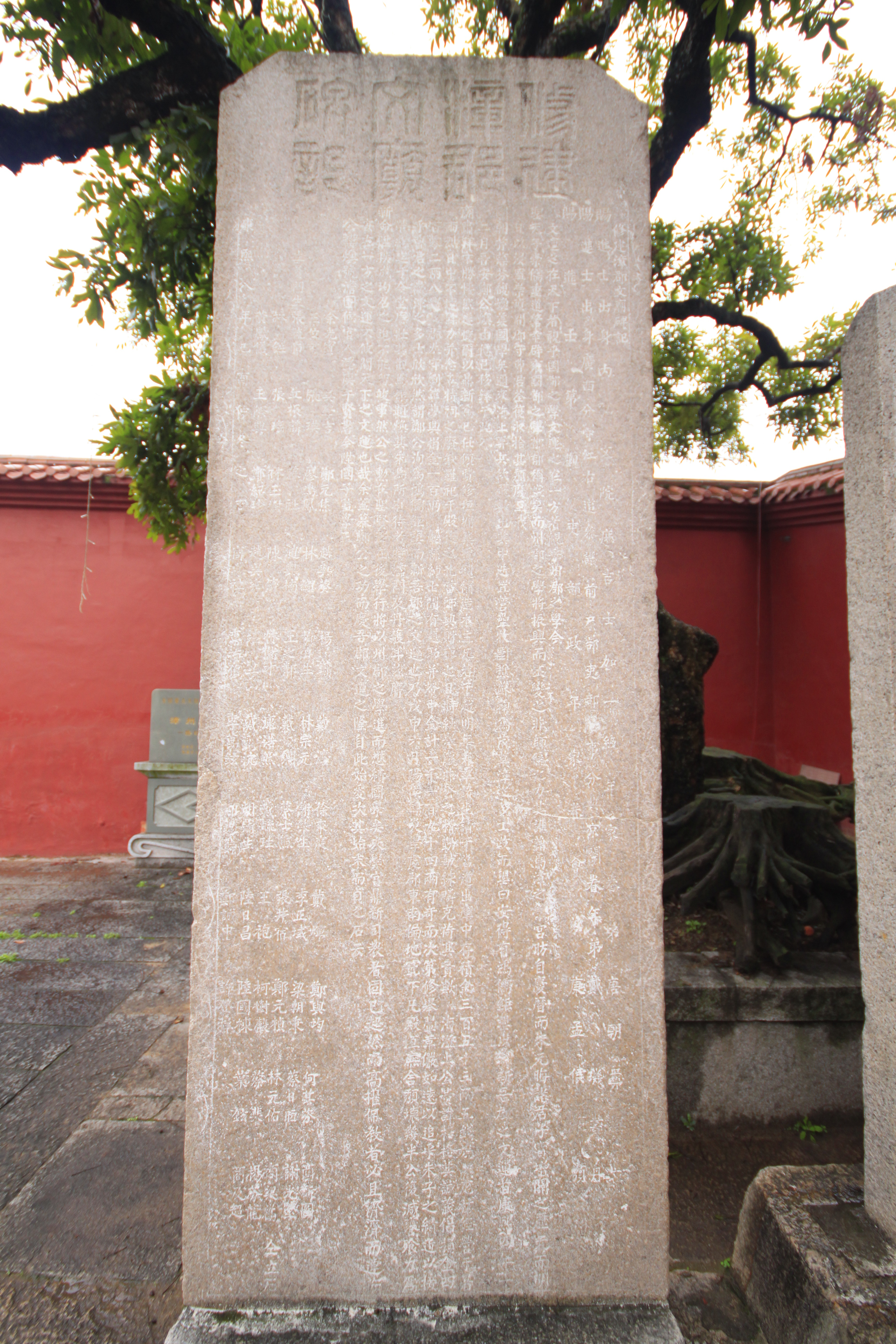
《修建漳郡文廟碑記》，戴璣書丹，現藏漳州府文廟

戴玑（1607年—1680年)，字利衡。福建长泰县人。清朝政治人物。

## 生平
顺治六年（1649年）己丑科进士，授吏部主事，转湖广按察使司佥事。任陕西西宁道，因丁父艰没有前往。服除后补广西右江道。后会裁并监司，解任回乡。
康熙十三年（1674年），耿精忠叛清，郑经攻破漳州，被捉。康熙十六年（1677年），清兵占领漳州，獲釋。康熙十八年（1679年），长泰被攻破，再次被捉。康熙十九年（1680年）在獄中絕食而死。《清史稿》有傳。

## 延伸阅读
[在维基数据编辑]
 《清史稿·卷488》，出自趙爾巽《清史稿》